# Okolicznik czasu
Okolicznik czasu – część zdania ograniczająca czasowo działalność podmiotu – sygnalizuje kiedy lub w jakich ramach czasowych odbywa się czynność wyrażona orzeczeniem. Odpowiada na pytania: kiedy? od kiedy? do kiedy?.

## Rodzaje okoliczników
- przysłówkowy – Nazajutrz rano udali się na policję. Teraz zjesz mi tę zupę.
- przyimkowy, używamy z przyimkami, np. za, przed, w formie wyrażenia[2] – Za dziesięć minut odjeżdża twój pociąg. Wrócił przed północą.
- rzeczownikowy, wyrażony rzeczownikiem w dopełniaczu lub narzędniku – Czasami bywam w Świebodzicach. Dzieckiem w kolebce kto łeb urwał hydrze...
- osobliwy – obejmujący inne możliwości: Czekam na ciebie Bóg wie odkąd. Jako dziecko nie interesował się książkami[1].